# Homosexualität in Island

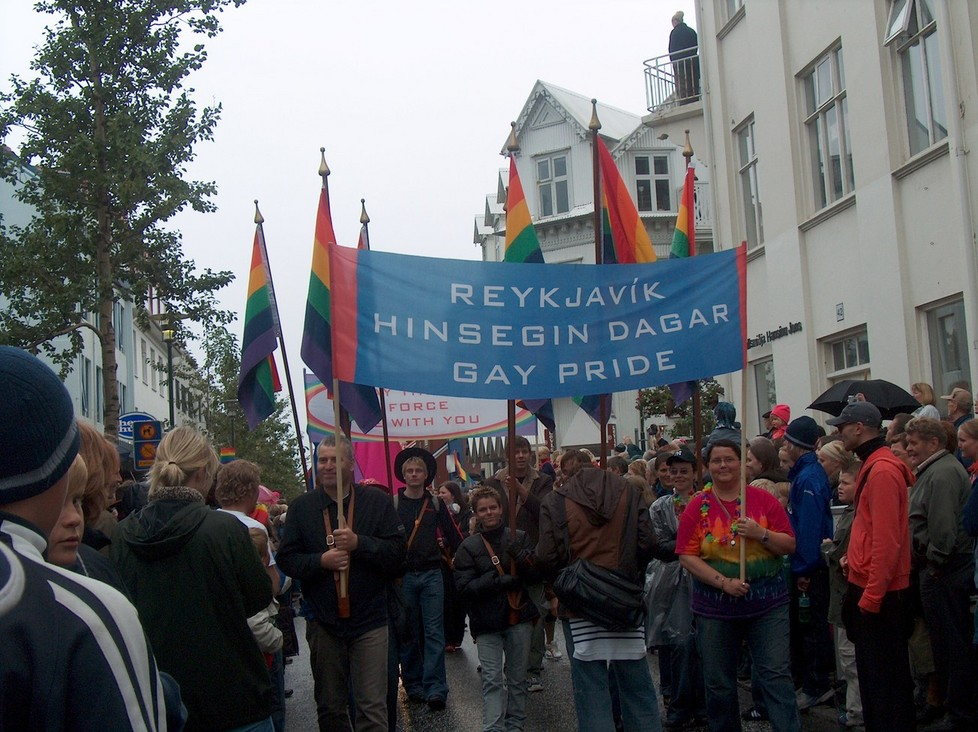
Gay Pride 2004 in Reykjavík

Der Staat Island wird bezüglich seiner Auffassung zum Thema Homosexualität als liberal bewertet. 

## Rechtliche Situation
Homosexualität wurde 1940 legalisiert. Das Schutzalter ist auf 15 Jahre angeglichen.  Die Diskriminierung aufgrund sexueller Orientierung ist gesetzlich verboten.  

## Anerkennung gleichgeschlechtlicher Paare
Seit 1996 war es für gleichgeschlechtliche Paare möglich, ihre Partnerschaft anerkennen zu lassen. Die Stiefkindadoption leiblicher Kinder einer Lebenspartnerin oder eines Lebenspartners durch die oder den anderen war ab 1996 erlaubt. Seit dem 27. Juni 2006 erstreckt sich das auch auf die Adoption nicht-leiblicher Kinder. Weiter wurde lesbischen Paaren und Frauen der Weg zur Insemination eröffnet.
Am 11. Juni 2010 befürwortete das isländische Parlament einstimmig die Öffnung der Ehe für gleichgeschlechtliche Paare. Das Gesetz zur Eheöffnung trat am 27. Juni 2010 in Kraft. Als erste Gebrauch von dem Gesetz machte die Premierministerin Jóhanna Sigurðardóttir, die seit 2002 mit der Autorin und Schauspielerin Jónína Leósdóttir in einer eingetragenen Partnerschaft lebte und die erste Regierungschefin der Welt war, die offen in einer gleichgeschlechtlichen Partnerschaft lebt.
Die lutherische Isländische Staatskirche hat die kirchliche Trauung gleichgeschlechtlicher Paare erlaubt.

## Gesellschaftliche Situation
Island gehört zu den aufgeschlossenen, nordeuropäischen Ländern gegenüber den Rechten von Schwulen und Lesben. Eine homosexuelle Gemeinschaft findet sich vorrangig in der Hauptstadt Reykjavík. Jährlich findet im August ein Christopher Street Day in Reykjavík statt.
Die bedeutendste LGBT-Organisation des Landes ist Samtökin ’78.